# Bussières (Haute-Saône)
Bussières ist eine Gemeinde im französischen Département Haute-Saône in der Region Bourgogne-Franche-Comté.

## Geographie
Bussières liegt auf einer Höhe von 223 m über dem Meeresspiegel, etwa zwölf Kilometer nordnordwestlich der Stadt Besançon (Luftlinie). Das Dorf erstreckt sich im Süden des Départements, am nördlichen Rand der Talebene des Ognon, gegenüber von Geneuille, am Südfuß der Waldhöhen der Grands Bois.
Die Fläche des 6,11 km² großen Gemeindegebiets umfasst einen Abschnitt des mittleren Ognon-Tals. Die südliche Grenze verläuft stets entlang dem Ognon. Dieser fließt hier mit mehreren Windungen nach Westen durch eine Alluvialebene, die eine Breite von ein bis zwei Kilometern aufweist und durchschnittlich auf 215 m liegt. Die Flussufer sind meist flach, einzig im Bereich der Grotte de la Baume an einem Prallhang ganz im Osten des Gebietes werden sie auf einem kurzen Abschnitt von Kalkfelsen begleitet. Vom Flusslauf erstreckt sich das Gemeindeareal nordwärts über die Talebene auf das angrenzende Plateau, das überwiegend landwirtschaftlich genutzt wird. Weiter im Norden befinden sich die Anhöhen der Grands Bois, eines ausgedehnten Waldgebietes. Hier wird mit 306 m die höchste Erhebung von Bussières erreicht. Diese Höhenzüge bestehen aus einer Wechsellagerung von sandig-mergeligen und kalkigen Schichten aus der oberen Jurazeit.
Nachbargemeinden von Bussières sind Boult im Norden, Voray-sur-l’Ognon und Chevroz im Osten, Châtillon-le-Duc und Geneuille im Süden sowie Boulot im Westen.

## Geschichte
Erstmals urkundlich erwähnt wird Bussières bereits im Jahr 1174. Im Mittelalter gehörte das Dorf zur Freigrafschaft Burgund und darin zum Gebiet des Bailliage d’Amont. Die lokale Herrschaft über Bussières hatte die gleichnamige Adelsfamilie inne, die seit dem 12. Jahrhundert belegt ist. Zusammen mit der Franche-Comté gelangte das Dorf mit dem Frieden von Nimwegen 1678 definitiv an Frankreich. Heute ist Bussières Mitglied des 33 Ortschaften umfassenden Gemeindeverbandes Communauté de communes du Pays Riolais.

## Sehenswürdigkeiten
Die Dorfkirche von Bussières wurde im 18. Jahrhundert errichtet und besitzt einen Altar und ein Tabernakel im Louis-XV-Stil. Aus dem 19. Jahrhundert stammt das Château de Bussières. Die Fontaine du Bas, ehemaliger Brunnen und Viehtränke, hat die Form eines Halbkreises, wurde 1819 errichtet und zählt zu den Monuments Historiques.

## Bevölkerung
| Jahr                       | 1962 | 1968 | 1975 | 1982 | 1990 | 1999 |
| Einwohner                  | 228  | 195  | 201  | 272  | 305  | 283  |
| Quellen: Cassini und INSEE |      |      |      |      |      |      |

Nachdem die Einwohnerzahl in der ersten Hälfte des 20. Jahrhunderts deutlich abgenommen hatte (1881 wurden noch 443 Personen gezählt), wurde von Beginn der 1970er Jahre bis 1990 wieder ein kontinuierliches Bevölkerungswachstum verzeichnet. Seither wurde jedoch wieder ein leicht rückläufiger Trend beobachtet.

## Wirtschaft und Infrastruktur
Bussières war bis weit ins 20. Jahrhundert hinein ein vorwiegend durch die Landwirtschaft (Ackerbau, Obstbau und Viehzucht) und die Forstwirtschaft geprägtes Dorf. Heute gibt es einige Betriebe des lokalen Kleingewerbes. In den letzten Jahrzehnten hat sich das Dorf zu einer Wohngemeinde gewandelt. Viele Erwerbstätige sind deshalb Wegpendler, die in den größeren Ortschaften der Umgebung und in der Agglomeration Besançon ihrer Arbeit nachgehen.
Der Ort liegt abseits der größeren Durchgangsachsen an einer Departementsstraße, die von Voray-sur-l'Ognon nach Étuz führt. Der nächste Anschluss an die Autobahn A36 befindet sich in einer Entfernung von ungefähr neun Kilometer. Weitere Straßenverbindungen bestehen mit Boult und Geneuille.